# Dicaeum monticolum
Pica-flor-do-bornéu ou pica-flor-de-bornéu (Dicaeum monticolum) é uma espécie de ave da família Dicaeidae.
Pode ser encontrada nos seguintes países: Indonésia e Malásia.
Os seus habitats naturais são: florestas subtropicais ou tropicais húmidas de baixa altitude e regiões subtropicais ou tropicais húmidas de alta altitude.